# Ханибал Лектър
 Тази статия е за литературния герой.  За книгата вижте Ханибал Лектър (роман).  
Д-р Ханибал Лектър (на английски: Dr. Hannibal Lecter) е литературен герой от поредица романи на Томас Харис.
Появява се за пръв път през 1981 година в трилъра „Червеният дракон“ като съдебен психиатър и сериен убиец канибал. Книгата и нейното продължение „Мълчанието на агнетата“ (1988) представят Лектър като един от основните отрицателни герои, наред с двамата серийни убийци от двата романа. В третата книга от поредицата, „Ханибал Лектър“ (1999), той вече е положителен герой. Ролята му на антигерой е продължена и в четвъртия роман „Ханибал: Зараждането на злото“ (2006), описващ неговото детство и превръщане в сериен убиец.
Литературната поредица е основа на филмите „Преследвачът“ („Manhunter“, 1986), „Мълчанието на агнетата“ („The Silence of the Lambs“, 1991), „Ханибал“ („Hannibal“, 2001), „Червеният дракон“ („Red Dragon“, 2002) и „Ханибал: Потеклото“ („Hannibal Rising“, 2007), както и на телевизионния сериал „Ханибал“ („Hannibal“, 2013).